# Kanton Kandel
Der Kanton Kandel (franz.: Canton de Candel; in der bayerischen Zeit auch Kanton Langenkandel) war eine von ursprünglich 30 Verwaltungseinheiten, in die sich das Departement Niederrhein (franz.: Département du Bas-Rhin) in den 1790er Jahren zunächst gliederte. Der Kanton Kandel war in den Jahren 1793 bis 1804 Teil der Französischen Republik und bis 1815 Teil des Napoleonischen Kaiserreichs. Hauptort (chef-lieu) und namensgebend war die heutige Stadt Kandel im rheinland-pfälzischen Landkreis Germersheim.
Der Kanton war zugleich Friedensgerichtsbezirk und gehörte zum Arrondissement Weissenburg (franz.: Arrondissement de Wissembourg).
Nachdem die Pfalz 1816 zum Königreich Bayern gekommen war, wurden die Kantone zunächst beibehalten und waren Teile der Verwaltungsstruktur bis 1852. Der Gebietsstand des bayerischen Kantons Kandel war nicht identisch mit dem des französischen Kantons.
Das Verwaltungsgebiet lag hauptsächlich im heutigen Landkreis Germersheim, zwei Gemeinden im Landkreis Südliche Weinstraße in Rheinland-Pfalz.

## Gemeinden
Die Auflistung der Gemeinden und die Einwohnerzahlen (Spalte „EW 1814“) sind einer 1816 erschienenen französischsprachigen Publikation entnommen, die auf einer amtlichen Statistik aus dem Jahr 1814 beruht (in Klammern Ortsnamen in der damaligen Schreibweise); die Territorien sind aus unterschiedlichen Unterlagen zusammengetragen.
| Gemeinde                       | Territorium vor 1790          | EW 1814 | Landkommissariat 1818 | heute                     | LK  |
| ------------------------------ | ----------------------------- | ------- | --------------------- | ------------------------- | --- |
| Erlenbach                      | Kurpfalz, Germersheim         | 764     | Germersheim, Kandel   | Erlenbach bei Kandel      | GER |
| Freckenfeld                    | Pfalz-Zweibrücken, Guttenberg | 1.207   | Germersheim, Kandel   | Freckenfeld               | GER |
| Hatzenbühl                     | Hochstift Speyer, Lauterburg  | 763     | Germersheim, Kandel   | Hatzenbühl                | GER |
| Hayna                          | Hochstift Speyer, Lauterburg  | 664     | Germersheim, Kandel   | Herxheim bei Landau/Pfalz | SÜW |
| Jockgrim (Jockgrimm)           | Hochstift Speyer, Lauterburg  | 860     | Germersheim, Kandel   | Jockgrim                  | GER |
| Kandel (Candel)                | Pfalz-Zweibrücken, Guttenberg | 2.992   | Germersheim, Kandel   | Kandel                    | GER |
| Minfeld                        | Pfalz-Zweibrücken, Guttenberg | 972     | Germersheim, Kandel   | Minfeld                   | GER |
| Münchweiler (Münchwiller)      | Pfalz-Zweibrücken, Guttenberg | 158     | Bergzabern, Annweiler | Münchweiler               | SÜW |
| Rheinzabern                    | Hochstift Speyer, Lauterburg  | 1.511   | Germersheim, Kandel   | Rheinzabern               | GER |
| Rülzheim (Rültzheim)           | Hochstift Speyer, Lauterburg  | 1.875   | Germersheim, Kandel   | Rülzheim                  | GER |
| Schaidt                        | Hochstift Speyer, Lauterburg  | 1.079   | Germersheim, Kandel   | Wörth am Rhein            | GER |
| Steinweiler (Steinwiller)      | Kurpfalz, Germersheim         | 1.541   | Germersheim, Kandel   | Steinweiler               | GER |
| Vollmersweiler (Volmerswiller) | Pfalz-Zweibrücken, Guttenberg | 230     | Germersheim, Kandel   | Vollmersweiler            | GER |
| Winden                         | Pfalz-Zweibrücken, Bergzabern | 391     | Germersheim, Kandel   | Winden                    | GER |
| Wörth (Wœrth-sur-le-Rhin)      | Pfalz-Zweibrücken, Hagenbach  | 950     | Germersheim, Kandel   | Wörth am Rhein            | GER |

Von 1814 bis 1815 gehörten auch die Gemeinden Hördt, Kuhardt, Leimersheim und Neupotz zum Kanton Kandel.

## Geschichte
Unabhängig von der Zugehörigkeit zu unterschiedlichen Territorien unterstanden alle Ortschaften im späteren Kanton Kandel, mit Ausnahme von Erlenbach, Steinweiler und Winden, bereits vor der französischen Revolution (1789) der französischen Oberhoheit.
Aus diesem Grund wurde das Gebiet, anders als im nördlich angrenzenden späteren Departement Donnersberg (franz.: Département du Mont-Tonnerre) von Anfang an in die ab 1790 einsetzende Neugliederung der französischen Verwaltung einbezogen. Der Kanton Kandel gehörte zum Arrondissement Weissenburg (franz.: Arrondissement de Wissembourg) im Departement Niederrhein (franz.: Département du Bas-Rhin).
Erlenbach, Steinweiler und Winden wurden per Dekret vom 14. März 1793 dem französischen Staat angegliedert und dem Kanton Kandel zugewiesen. Sie gehörten zu einer Gruppe von 32 Orten in der Südpfalz, die im März 1793 ein Gesuch um eine Angliederung an Frankreich eingereicht hatten.
Im Pariser Frieden vom 30. Mai 1814 wurde der Verlauf des Flusses Queich zwischen Landau und dem Rhein als neue französische Grenze festgelegt. Der Kanton Kandel verblieb somit zunächst bei Frankreich. Die Gemeinden Hördt, Kuhardt, Leimersheim und Neupotz (bis dahin zum Kanton Germersheim im Departement Donnersberg gehörend) wurden 1814 aufgrund ihrer Lage südlich der Queich dem Kanton Kandel angeschlossen.
Nach Napoleons endgültiger Niederlage bei der Schlacht von Waterloo (Juni 1815) und dem daraus resultierenden Pariser Frieden vom 20. November 1815 wurde die französische Grenze nach Süden auf den Verlauf der Lauter verschoben. Der neu entstandene „Bezirk an der Lauter“ wurde vorläufig von einem österreichischen „General-Commissär“ verwaltet.
Die Gemeinden Hördt, Kuhardt, Leimersheim und Neupotz kamen zurück zum Kanton Germersheim.

## Bayerischer Kanton Kandel
Am 14. April 1816 wurde zwischen Österreich und Bayern ein Staatsvertrag geschlossen, in dem ein Austausch verschiedener Staatsgebiete vereinbart wurde. Hierbei wurden die linksrheinischen österreichischen Gebiete zum 1. Mai 1816 an das Königreich Bayern abgetreten.
Der nunmehr bayerische Kanton Kandel gehörte im neu geschaffenen Rheinkreis zur Kreisdirektion Landau. Nach der Untergliederung des Rheinkreises in Landkommissariate (1818) gehörte der Kanton Kandel zum Landkommissariat Germersheim.
Wegen der Neufestlegung der französischen Grenze kamen 1815 auch die nördlich der Lauter liegenden Gemeinden des ansonsten bei Frankreich verbliebenen Kantons Lauterburg zum Kanton Kandel: Berg, Büchelberg, Hagenbach, Neuburg, Pforz (heute Maximiliansau) und Scheibenhardt. Die Gemeinde Münchweiler am Klingbach wurde 1817 dem Kanton Annweiler zugewiesen.
Zum bayerischen Kanton Kandel gehörten nach 1817 insgesamt 20 Gemeinden (Ortsnamen in der damaligen Schreibweise):
| - Berg - Büchelberg - Erlenbach - Freckenfeld - Hagenbach am Rhein - Hatzenbühl - Hayna | - Jockgrim - Kandel - Minfeld - Neuburg - Pforz - Rhein-Zabern - Rülzheim | - Schaidt - Scheibenhard - Steinweiler - Volmersweiler - Winden - Wörth |